# Língua slavey
Língua slavey (pronúncia em inglês: [ˈsleɪvi]; também chamada Slave, Slavé) é uma língua Atabascana falada entre os Slavey das Primeiras Nações dos Territórios do Noroeste, Canadá onde é inclusive língua oficial. É escrita usando o Silabário Aborígene Canadense ou o alfabeto latino.
Duas são suas formas, a Setentrional e a Meridional.

## Escrita
As línguas Slavey usam o Silabário Aborígene Canadense com símbolos para 133 sílabas (incluindo algumas formas para sílaba ao fim da palavra) e também o alfabeto latino sem o Q, com formas adicionais Ch, Gh, Sh, Zh mais Ł  e Ə

## Fonologia

### Consoantes
|             |             | Labial | Alveolar | Lateral | Postalveolar | Velar / palatal | Glotal |
| ----------- | ----------- | ------ | -------- | ------- | ------------ | --------------- | ------ |
| Plosiva     | plana       | p      | t        |         |              | k               | ʔ      |
| Plosiva     | aspiratda   |        | tʰ       |         |              | kʰ              |        |
| Plosiva     | Ejetiva     |        | tʼ       |         |              | kʼ              |        |
| Africada    | plain       |        | ts       | tɬ      | tʃ           |                 |        |
| Africada    | aspirada    |        | tsʰ      | tɬʰ     | tʃʰ          |                 |        |
| Africada    | Ejetiva     |        | tsʼ      | tɬʼ     | tʃʼ          |                 |        |
| Fricativa   | lênis       |        | s        | ɬ       | ʃ            | x               | h      |
| Fricativa   | Fortis      |        | z        | ɮ       | ʒ            | ɣ               |        |
| Nasal       | Nasal       | m      | n        |         |              |                 |        |
| Aproximante | Aproximante | w      |          |         |              | j               |        |

Comparação de consoantes entre dialetos
|                              | Slavey básico | Montanha | Bearlake | Hare |
| ---------------------------- | ------------- | -------- | -------- | ---- |
| Africada Oclusiva plana      | t̪θ            | p        | kʷ       | kʷ   |
| Aspirada                     | t̪θʰ           | pʰ       | kʷʰ      | f    |
| Ejetiva                      | t̪θʼ           | pʼ       | kʷʼ      | ʔw   |
| Fricativa lênis              | θ             | f        | hʷ       | f    |
| Fricativa forte / semi-vogal | ð             | v        | w        | w    |

### Vogais
- a [a]
- e [ɛ]
- ə [e] ou [ie]
- i [i]
- o [o]
- u [u]
- vogais nasais são marcadas pelo diacrítico  ogonek, Ex. ⟨ą⟩ [ã]
- O Slavey meridional não tem a vogal ⟨ə⟩.

### Tons
O Slavey apresenta dois tons:
- baixo
- low

Na ortografia do Slavey, o tom alto é marcado com um acento agudo e o tom baixo não é marcado.
Os tons são léxicos e gramaticais
Léxico: /ɡáh/ 'ao longo' vs. /ɡàh/ 'coelho'